# Stipa formicarum
Stipa formicarum är en gräsart som beskrevs av Alire Raffeneau Delile. Stipa formicarum ingår i släktet fjädergrässläktet, och familjen gräs. Inga underarter finns listade i Catalogue of Life.